# Ca' Foscari
Ca' Foscari o Palau Foscari és un palau gòtic a la ciutat de Venècia del sestiere de Dorsoduro a la part exterior del revolt més ampli del Gran Canal (la volta del canal). Construït el 1452 per ordre del dux Francesc Foscari, actualment és la seu de la Universitat Ca' Foscari de Venècia.

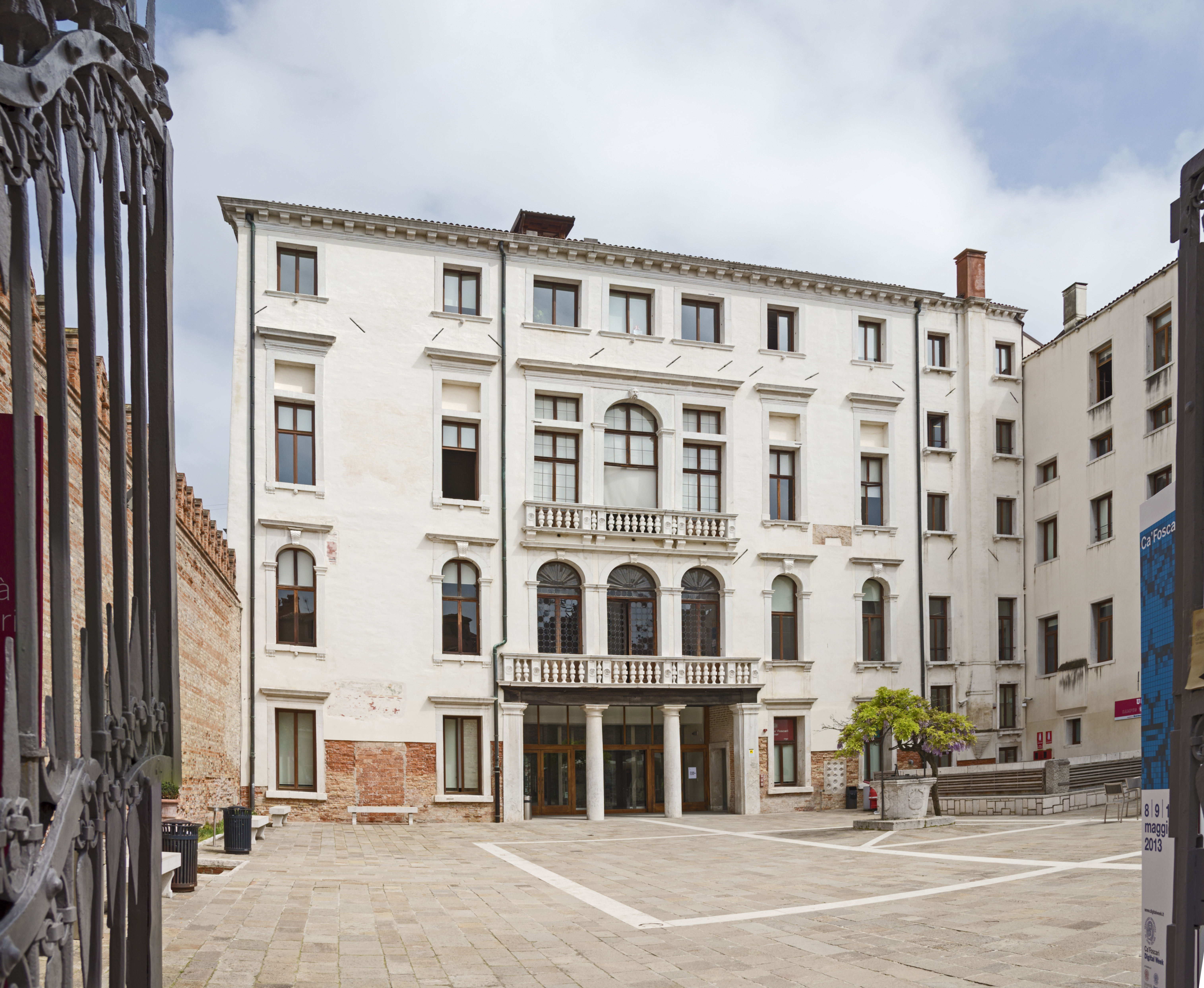
Enfront de la "Carrer Foscari"

## Història

### La Casa de les Dues Torres
Al lloc on actualment hi ha el palau que coneixem com a Ca' Foscari, hi havia hagut un edifici romà d'Orient anomenat La Casa de les Dues Torres. Bernardo Giustinian el va vendre a la República de Venècia el 1429, que el va convertir en residència de reis i diplomàtics, entre els quals Gianfrancesco Gonzaga, subcapità de l'exèrcit de la República, i Francesco Sforza, símbol de l'aliança véneto-florentina. Posteriorment tots dos van trair la República i es van aliar amb els Visconti de Milà (els anys 1438 i 1446, respectivament), cosa per la qual el palau els va ser confiscat.

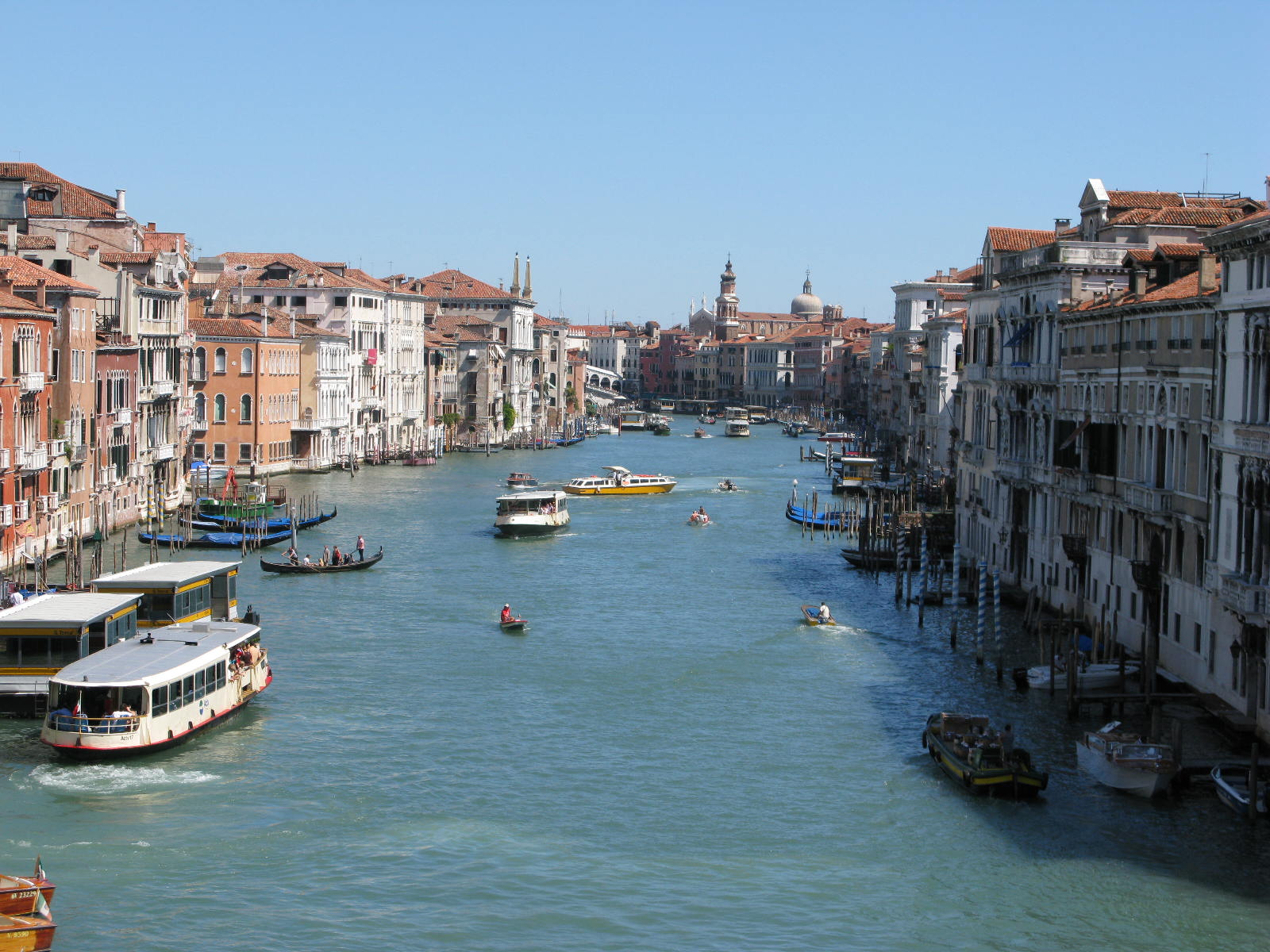
Vista al canal

### Ca' Foscari
El 1452 el dux Francesc Foscari va adquirir l'edifici per establir-hi la seva residència i el va fer reconstruir completament en estil gòtic tardà venecià. Les obres, que va encarregar a l'arquitecte Bartolomeo Bon (autor de la Porta dalla Carta del Palau Ducal), van començar l'any següent, però el dux no s'hi va traslladar fins al 1457, pocs dies abans de morir.
Després, la família Foscari va utilitzar el palau com a residència per als hostes de la Sereníssima, i s'hi van organitzar festes a la segona planta noble a vegades com la Regata Històrica o per festejar els personatges il·lustres que visitaven Venècia. A més, gràcies a la seva situació privilegiada amb una vista sobre el Gran Canal que va des del Pont de Rialto fins a les Galeries de l'Acadèmia, la segona planta va ser molt utilitzada per diversos pintors, entre els quals Giovanni Antonio Canal (àlies Canaletto), Michele Marieschi i Francesco Guardi.

## Arquitectura
La Casa de les Dues Torres era una casa fondaco amb allotjament i magatzem. Estava endarrerida en relació al marge del Gran Canal, i tenia una galeria a nivell de la porta cap al canal.
El nou edifici es va construir com a domus magna, amb funcions de residència de la noblesa i de palau de representació. Es va fer arribar fins al límit del Gran Canal i es va sobrealçar amb relació a les altres cases patrícies del Gran Canal afegint-hi una segona planta noble. El corredor, que a diferència d'altres palaus coetanis tenia forma de 'L', travessava l'edifici de banda a banda i connectava diferents grups d'habitacions laterals a totes les plantes. Finalment, es va fer un portal cap al canal en substitució de la galeria i també una entrada secundària cap al carrer.
La façana de Ca' Foscari recorda la Procuratia de Sant Marc i el Palau Ducal. L'element arquitectònic més rellevant és la balconada de la segona planta. Les vuit arcades i el fris amb decoració de quadrifolis produeixen una sensació d'expansió de tota la façana.
Sobre el finestral de la segona planta hi ha un fris de pedra amb el blasó de la família Foscari i un elm custodiat per un lleó amb les ales desplegades. Aquest element es va fer malbé a finals del segle xviii amb l'arribada de Napoleó i es va restaurar a començaments del segle xx.
La darrera planta, la tercera, es va bastir sobre aquesta segona planta noble inspirant-se en el finestral de la tercera planta de la Ca' d'Oro. Aquesta construcció de finestral de tres plantes produeix una expansió tant horitzontal com vertical de l'edifici.
El pati, de 940 metres quadrats, és el més gran de tots els de les cases privades de Venècia, i només el del Palau Ducal és més gran.
El fris del portal, que actualment és l'entrada principal de Ca' Foscari, està fet de pedra de la Regió d'Ístria i presenta les característiques típiques de l'estil gòtic, com ara les decoracions escacades i de cordó. Sobre la porta hi ha un arc en què es pot veure el blasó de la família Foscari i tres àngels, un a cada costat i el tercer al capdamunt tot coronant els altres dos. En el marge superior esquerra del blasó es pot veure el lleó de Sant Marc que sosté un llibre obert. Quan Napoleó va decretar el 1797 que s'abolissin els blasons familiars, el de Ca' Foscari es va tapar amb calç.

### Aula Mario Baratto
A la segona planta hi ha l'Aula Mario Baratto, dedicada al professor de literatura italiana de Ca' Foscari que va morir el 1984.

## Restauracions de Carlo Scarpa
L'arquitecte venecià Carlo Scarpa va dur a terme intervencions a l'aula els anys 1936 i 1956. La primera vegada, a més, va projectar la restauració d'altres indrets del palau.

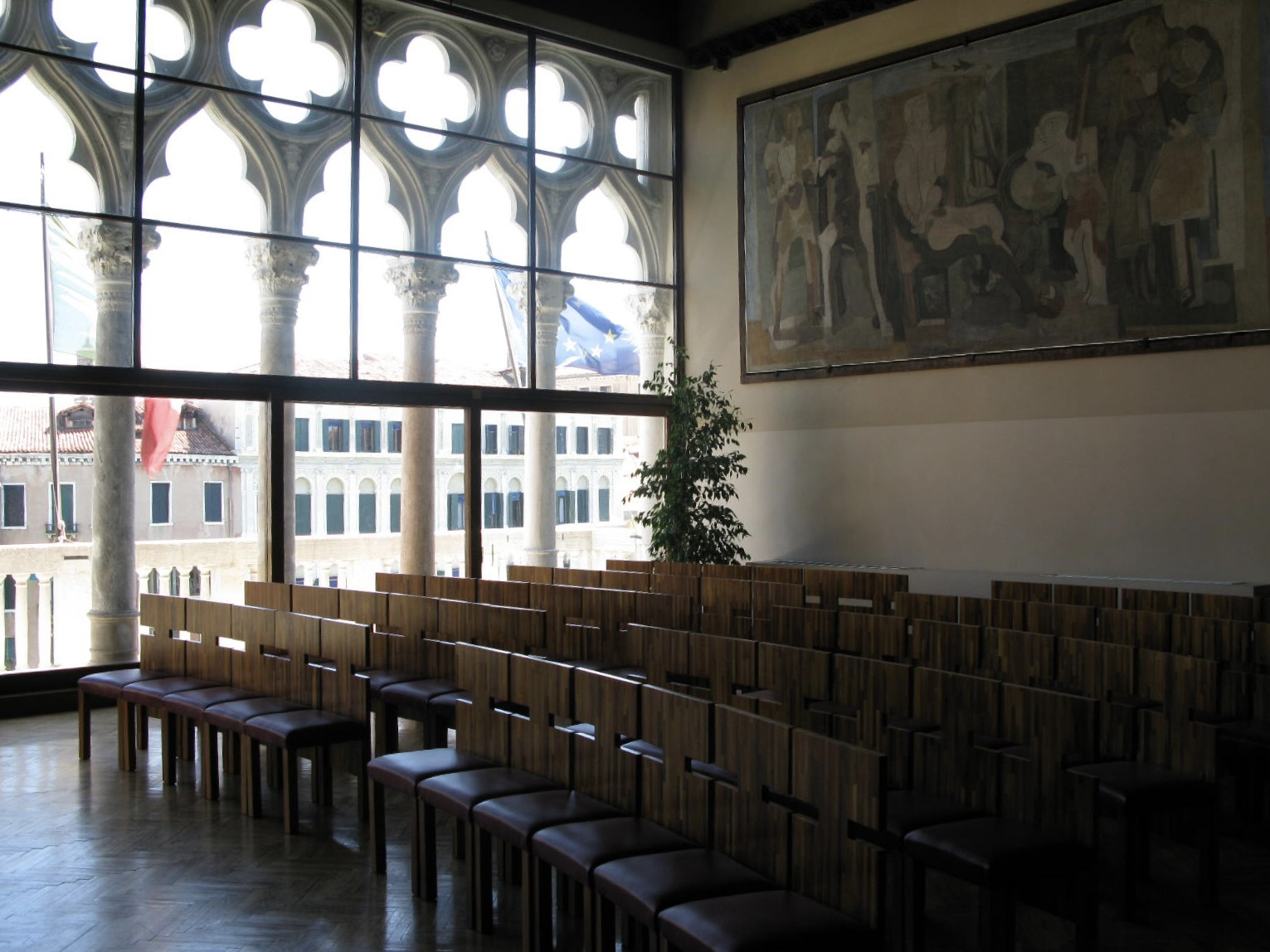
Tancament de Scarpa

### Primera restauració
El 1936 el rector Agostino Lanzillo va cridar Carlo Scarpa per projectar la primera Aula Magna de la Universitat i per restaurar alguns espais a l'interior de l'edifici. Les intervencions de Scarpa van afectar l'atri, l'actual sala de reunions a la primera planta, i l'Aula Baratto, que abans de la restauració acollia un museu de comerç.
La primera restauració de Carlo Scarpa a l'Aula Baratto correspon amb:
- el tancament del finestral gòtic amb una estructura de vidre i fusta
- la galeria dels estudiants
- la tarima de fusta sobre la qual hi havia la càtedra
- el fris de marbre amb una inscripció llatina rere la càtedra
- els pedestals dels busts del rei Vittorio Emanuele III i de Mussolini
- la porta de marbre amb una inscripció llatina

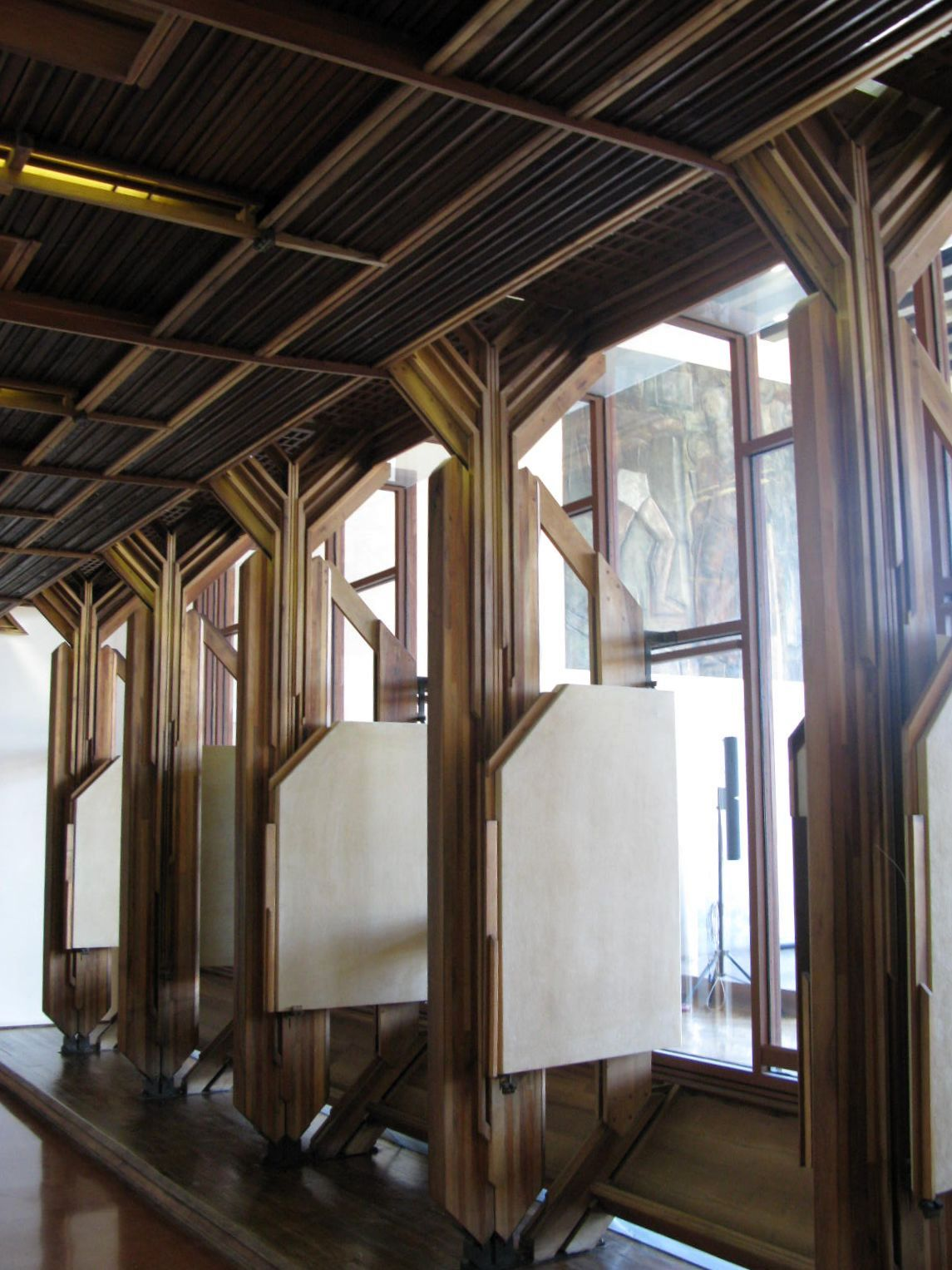
Boiserie

### Segona restauració
El 1956 el rector Italo Siciliano va tornar a cridar Carlo Scarpa per transformar l'Aula Magna en aula de classe. En aquesta ocasió, va construir la boiserie a la galeria per als estudiants, una separació entre la sala i l'espai del darrere en la qual va utilitzar part de la fusta que ja havia fet servir en l'actuació anterior. Els panells separen la sala i el passadís, i quan estan tancats recorden les ogives del finestral, la imatge del qual es reflecteix al vidre de la boiserie provocant uns efectes de llum extraordinaris.

## Frescos

### Venezia, l'Italia e gli Studi, de Mario Sironi
Mario Sironi va decorar l'aula entre 1935 i 1936. A més de ser un artista absolutament fidel a la política feixista, personificava la voluntat, la fe i el fervor de la joventut italiana de l'època. El seu art tenia una funció educativa que s'expressava en la formalitat del seu estil i en les formes imponents modelades gairebé en relleu. Aquesta pintura mural presenta un seguit d'al·legories, com ara el noi de l'esquerra amb un mosquetó i un llibre, emblema de la joventut feixista, i les dues dones que té de costat, que representen la tècnica i la medicina. També hi ha el lleó de Sant Marc i la Catedral, suggerida per la forma de les cúpules. La dona asseguda al centre del fresc és Venècia, i a la seva mà hi ha una taula en què es pot veure la façana de Ca' Foscari. L'última figura de la dreta és al·legòrica de la mare pàtria, que celebra la victòria d'Itàlia sobre Etiòpia.

### La scuola, de Mario Deluigi
Aquest pintor va ser amic de Scarpa. Els dos van estudiar plegats a l'Acadèmia de Belles Arts i van col·laborar en experiències de disseny i d'urbanisme, i va ser gràcies a Scarpa que Mario Deluigi va obtenir aquesta feina. En la pintura s'hi detecten indicis de l'estètica cubista, tot i que els trets tridimensionals indiquen una evolució. El tema de la pintura és l'escola de filòsofs, que queda representada pel filòsof que hi ha al bell mig i que està voltat dels seus estudiants, mirant-lo i pensant-hi. Aquest va ser un dels últims quadres figuratius de Deluigi, que després va ser molt reconegut com a pintor abstracte.

## L'última restauració
Entre els anys 2004 i 2006, Ca' Foscari i la contigua Ca' Giustinian van ser objecte d'una restauració, acció que va incloure la integració funcional dels dos edificis i la modernització de les estructures. Durant les obres al pati s'hi van descobrir restes del segle ix, i en una de les habitacions de la segona planta s'hi van trobar un terra pintat al fresc del segle xv i sostres amb guarniments daurats del segle xvi.